# Georg Meyer (Jurist)
Georg Meyer (* 16. Mai 1880 in Olbernhau; † 10. Mai 1943 in Berlin) war ein deutscher Jurist und Ministerialbeamter.

## Leben
Georg Meyer absolvierte vom 1. April 1899 bis 31. März 1900 als Einjährig-Freiwilliger einen Militärdienst im Infanterie-Regiment 134. Anschließend begann er ein Studium der Rechtswissenschaften an der Universität Leipzig. Am 1. August 1903 wurde er Referendar und am 23. Oktober 1903 Leutnant d. R. 1905 promovierte er an der Universität Leipzig.
Vom 15. September 1905 bis 30. September 1906 arbeitete er als Rechtsanwalt in der Rechtsanwaltskanzlei Dr. Mann in Dresden. Im Anschluss war er bis 26. Oktober 1907 bei der Staatsanwaltschaft am Landgericht Zwickau.
Vom 20. März 1908 bis 3. Juli 1908 absolvierte er einen Probedienst bei der Marine-Intendantur Kiel und trat zum 4. Juli 1908 als außerplanmäßiger Intendaturassessor bei der Marine-Intendantur Kiel in die Kaiserliche Marine ein. Am 10. März 1909 wurde er etatmäßiger Intendaturassessor und blieb in der Marine-Intendatur bis 17. März 1913. Er war bis 21. April 1913 erst an Bord der Gneisenau und dann bis 23. November 1913 auf der Scharnhorst. Anschließend wechselte er zurück zur Marine-Intendantur Kiel und blieb hier bis 9. Juni 1919. Hier erhielt er am 10. Januar 1914 den Charakter als Marine-Intendaturrat und wurde am 21. September 1914 etatmäßiger Marine-Intendaturrat. Vom 28. März 1919 bis 20. April 1919 war er nebenamtlich Intendanturrat bei der Marinedivision Kiel.
Nach dem Krieg war vom 10. Juni 1919 bis 22. Dezember 1919 zur Dienstleistung zur Admiralität bzw. zum Reichsmarineamt kommandiert. Hier wurde er mit Wirkung vom 1. Oktober 1919 am 23. Dezember 1919 zum Admiralitätsrat (Regierungsrat) befördert. Bis 15. September 1920 war er in der Admiralität.
Vom 15. September 1920 bis 11. Januar 1936 war er anfangs als Regierungsrat im Marineverwaltungsamt der Marineleitung. Hier wurde er am 25. Mai 1921 Oberregierungsrat und am 1. August 1925 Ministerialrat. Auch mit der Umbenennung der Marineleitung in Oberkommando der Kriegsmarine (OKM) blieb er im Verwaltungsamt. Am 1. November 1939 wurde er Ministerialdirigent und war im OKM bis zu seinem Tod 1943 Chef der Abteilung für Personalangelegenheiten, Gebührnis- und Kassenwesen, Verpflegung und Bekleidungsamt.